# 계산초등학교 (장흥군)
계산초등학교는 대한민국 전라남도 장흥군 용산면 계산1길 15 (계산리)에 있었던 초등학교이다.

## 학교 소개
계산초등학교는 율리마을 출신인 고 김한무 추진위원장(개교후 36년동안 기성회장 역임)을 중심으로 지역주민들이 열성을 모아 1933년 49명의 학생으로 개교하여 1940년 1회 28명의 졸업생(남 25 여 3)을 배출하였으며, 1970년 12학급 615명의 재학생으로 최대전성기를 누렸다. 그러나 학생수의 감소로 1997년 65회에는 11명의 졸업생(남 1 여 10)을 마지막으로 총 2,931명의 졸업생을 배출한 후 2005년 3월 1일 용산초등학교와 통폐합되었으며 현재는 장흥군한우협회에서 인수하여 복합적으로 운영하고 있다.

## 학교 연혁
- 1933년 3월 24일 남상공립보통학교 계산분교장 설치 인가
- 1937년 4월 25일 계산공립보통학교(4년제)로 승격
- 1938년 4월 1일 계산공립심상소학교로 개칭
- 1939년 3월 31일 6년제 인가
- 1941년 4월 1일 계산공립국민학교로 개칭
- 1950년 4월 1일 계산국민학교로 개칭
- 1984년 6월 25일 병설유치원 개원
- 1991년 3월 1일 남포분교장 편입(구 용산동국민학교)
- 1995년 3월 1일 남포분교장이 용산초등학교로 통폐합
- 1996년 3월 1일 계산초등학교로 개칭
- 2005년 3월 1일 용산초등학교와 통폐합

## 학구
- 계산, 모산, 포곡, 율리. 차동. 덕암. 원등, 풍길